# José Eduardo Franco dos Reis
José Eduardo Franco dos Reis (Águas da Prata, 16 de março de 1958) é um juiz de Direito aposentado brasileiro. Ganhou notoriedade após a revelação de que usou por décadas uma identidade falsa sob o nome Edward Albert Lancelot Dodd Canterbury Caterham Wickfield. Com este nome, graduou-se na Faculdade de Direito da Universidade de São Paulo e exerceu o cargo de juiz de Direito. A farsa foi descoberta em 2024, quando José tentou renovar seu documento de identidade em um Poupatempo em São Paulo, o que levou a sua denúncia por falsidade ideológica.

## Biografia
José Eduardo Franco dos Reis nasceu em 1958 em Águas da Prata, em São Paulo, filho de José dos Reis e Vitalina Franco dos Reis. Em julho de 1973, obteve sua cédula de identidade, utilizando uma certidão de nascimento legítima. No entanto, em setembro de 1980 registrou outro nome, Edward Albert Lancelot Dodd Canterbury Caterham Wickfield, filho de Richard e Anne Marie Wickfield. Com este nome falso, obteve diversos documentos, como título de eleitor, carteira de trabalho e documento do Exército.
Matriculou-se na Universidade de São Paulo no curso de Direito, com o nome Edward, tendo se formado em 1992. Foi aprovado como juiz em 1995. Concedeu entrevista à Folha de S.Paulo, quando afirmou ser filho de imigrantes, "descendente de nobres britânicos", neto de um juiz em Londres, e "futuro juiz em Limeira". Disse ter nascido no Brasil, mas morado na Inglaterra até os 25 anos, onde teria estudado matemática e física. Apesar disso, continuou usando o nome José em outras situações, como ao renovar seu RG em 1993 e 2022, concomitantemente ao nome Wickfield, como em 2020, no Registro Nacional de Veículos Automotores, e em 2021, em documento do Departamento Estadual de Trânsito. Ambas as certidões de nascimento tinham o mesmo número de registro no mesmo cartório do município de Águas da Prata, que contém apenas as informações de José, e não de Wickfield.
Sua trajetória como juiz deixou marcas ao longo dos anos. Em 2005, foi nomeado coordenador do Núcleo Regional de Serra Negra, da Escola Paulista da Magistratura. Seu nome "Edward" aparece em matérias sobre publicações ofensivas em 2018, e sobre juízes com salário acima do teto no Estado de São Paulo, quando foi identificado como Juiz de Direito Titular I da 35ª Vara Cível. Em pelo menos nove sentenças ao longo da carreira, o juiz destacou como é fácil fraudar documento de identidade.  Em 2018, aposentou-se como juiz.
A farsa foi descoberta após a aposentadoria. Em 3 de outubro de 2024, tentou renovar sua carteira de identidade com sobrenome Wickfield no bairro da Sé, em São Paulo, quando suas impressões digitais foram identificadas como pertencendo a José Eduardo Franco dos Reis. Em dezembro prestou depoimento à Polícia Civil, afirmando que Wickfield seria seu irmão gêmeo. O Ministério Público de São Paulo fez a denúncia de uso de documento falso e falsidade ideológica em fevereiro de 2025, que foi aceita em março. Na denúncia, afirma que o sujeito mantinha documentação dupla. Com a denúncia, o Tribunal de Justiça de São Paulo decidiu pela suspensão do pagamento de sua aposentadoria.
O caso ganhou notoriedade a partir de 3 de abril de 2025, quando canais de comunicação divulgaram o acontecido. Nos meios de comunicação internacionais, o The Guardian noticiou o caso, destacando o nome "distintamente britânico" escolhido. Houve repercussão sobre validade de suas decisões como juiz ao longo das décadas de atuação.